# Emissora de control remot

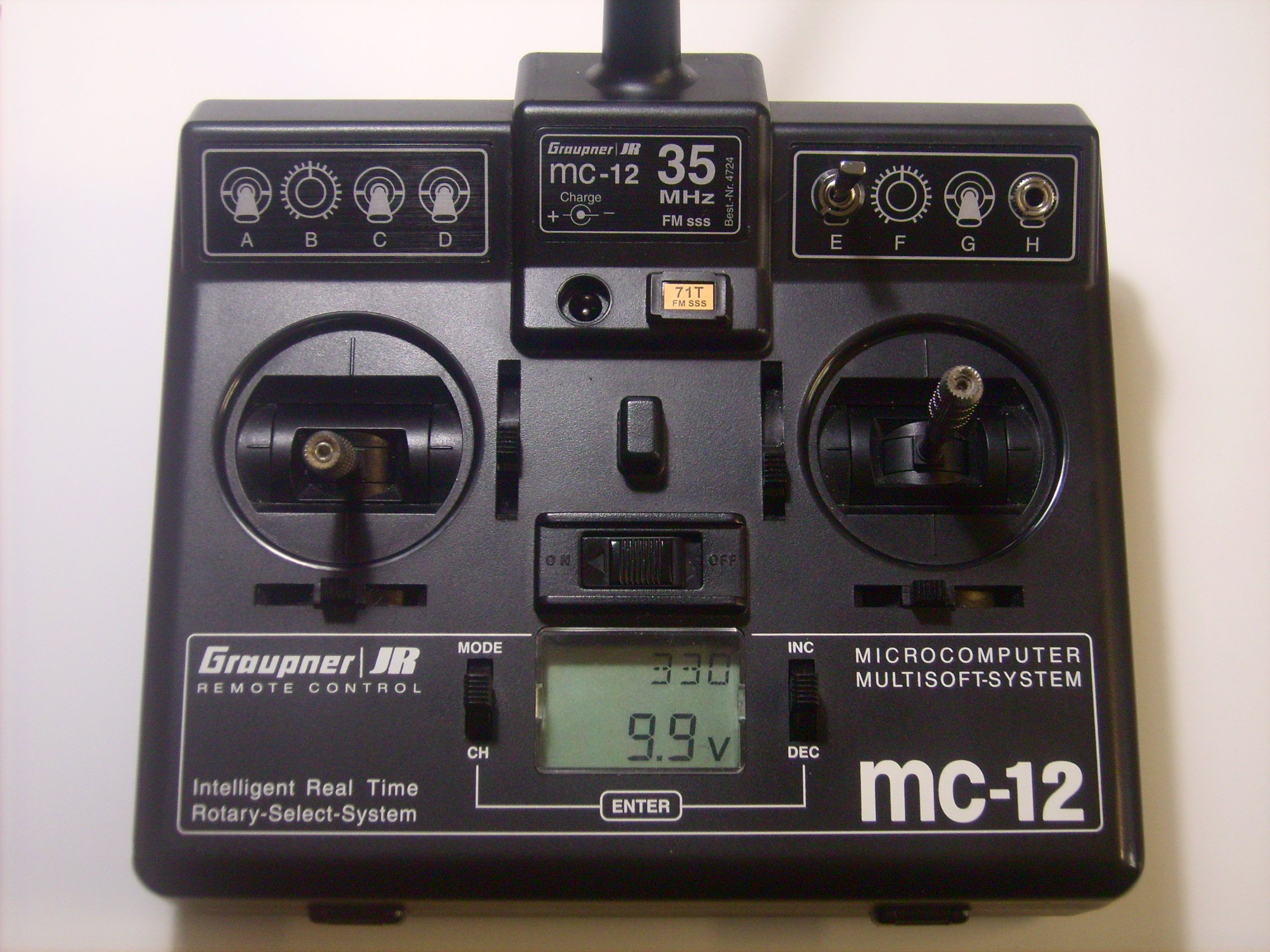
Emissora de control remot Graupner

Una emissora de control remot o comandament de radioguiatge és un comandament que permet controlar un model radioguiat com un cotxe o un aeromodel. L'emissora es comunica mitjançant una antena amb el model, encara que alguns models obsolets es comunicaven amb cable, concretament els avions controlats per cable usats en vol captiu.

## Canals
Una de les característiques que limiten les possibilitats d'una emissora és la quantitat de canals. Amb dos canals un cotxe pot girar, accelerar amb un canal, i fer marxa enrere/frenar amb l'altre canal.
Alguns avions també poden funcionar amb només dos canals: amb un es gira i amb l'altre accelera i eleva l'avió. No obstant això, el mínim a aeromodelisme són tres canals per a la potència, gir i ascens. Quatre canals permeten controlar independentment: ascens descens, timó de cua, inclinació lateral i potència. A partir d'aquí amb més canals es poden controlar més coses com el tren d'aterratge, dispositius hipersustentadors, llumetes, etc. En altres vehicles com grues i similars pot tenir altres funcions.
Alguns Helicòpters també poden dirigir-se amb dos o tres canals però el mínim habitual són quatre o cinc: Rotor de cua, rotor general per ascendir, avançar tant en l'horitzontal com lateralment (dos canals pel control cíclic) i per al control de potència. Alguns helicòpters, tant models com reals, tenen un control de potència automàtic que manté un règim de revolucions fix, independentment de l'esforç sobre el rotor.
En principi cada canal controla un servo, però, diversos servos poden combinar-se per compartir funcions. Una avió amb la cua en V utilitzés els alerons de la cua tant per girar com elevar o baixar el morro. Alguns helicòpters també fan servir conjuntament tres servos per combinar les funcions de pas col·lectiu i cíclic. D'aquesta manera es reparteixen els esforços entre tres.

## Emissió
Hi ha diferents sistemes d'emissió en amplitud modulada, freqüència modulada i 2,4 GHz, diferents mètodes de codificació PCM i PPM. El sistema 2,4 GHz gairebé no rep interferència. Actualment els sistemes més moderns permeten negociar els canals lliures per no interferir entre diversos avions. En cas d'interferncia es pot perdre el control i portar a destruir l'avió o danyar a persones.
Actualment les emissores de ràdio control s'han generalitzat en la freqüència 2,4 GHz, l'emissió en aquesta freqüència funciona totalment diferent a les antigues que utilitzaven un cristall amb una freqüència fixa, aquestes més modernes emeten en una banda més ampla anomenada DSS (Distribució dinàmica d'espectre) també utilitzada en els sistemes Bluetooth o Wifi.
La particularitat de DSS és que no transmet en una sola freqüència, sinó que utilitza múltiples freqüències d'una forma controlada. N'hi ha de dos tipus, segons la forma de transmetre: les emissores de tipus DSSS i les de tipus FHSS: 
- DSSS[1] (Espectre eixamplat per Seqüència Directa) les dades, barrejats ordenadament amb soroll, van transmetent primer en una freqüència A, després en una altra B i en una tercera C. La quantitat de freqüències utilitzades i l'ordre de la barreja són determinades per un algorisme específic. Només els receptors que han rebut abans el codi de mescla amb soroll, o d'expansió de dades, poden desfer la barreja i entendre les dades.

- FHSS[1] les dades es transmeten saltant d'una freqüència a una altra, en un ordre determinat segons una seqüència pseudo-aleatòria emmagatzemada en unes taules, que han de conèixer l'emissora i el receptor. Aquests salts estan programats en el temps, programa que coneix i segueix el receptor, de manera que només "veu", o entén, aquest canal de transmissió.

## Emissores programables
Actualment hi ha emissores que permeten més opcions que les estrictament bàsiques.

### Mescla de canals i resposta exponencial dels comandaments
Emissores amb mescla de canals que suporten múltiples comandaments i que solen tenir una resposta de tipus exponencial (no lineal)
1. aleró sobre direcció
2. diferencial
3. profunditat sobre flap
4. aleró sobre flap
5. flap tèrmic
6. flap de velocitat
7. flap d'enlairament

### Dual Rate en els comandaments
El dual rate switch en el transmissor serveix per reduir la quantitat de recorregut del servo.

### Límits de recorregut superior i inferior en el recorregut delsservos
El límit de recorregut en anglès és anomenat per moltes marques comercials (EPA que significa End Point Adjustament)
Descripció de les funcions per aeromodelisme:
La funció E.P.A. es fa servir per fixar o limitar el recorregut de cada servo. Aquest recorregut pot ser qualsevol entre el 0 i el 125% per a cada direcció. Reduint el percentatge, reduirem l'arc descrit pel braç del servo en cada direcció.
Aquesta funció es fa servir principalment per evitar que el servo estigui forçat al final del seu recorregut.
Si canvia el percentatge a 0, aquest servo no tindrà cap moviment.